# Zespół Foville'a
Zespół Foville'a (łac. hemiplegia alterna abducentofacialis) – naprzemienny zespół uszkodzenia pnia mózgu. Charakteryzuje się porażeniem nerwu odwodzącego i nerwu twarzowego po stronie ogniska chorobowego i niedowładem bądź porażeniem połowiczym po stronie przeciwnej. Pojawia się najczęściej w przypadku niedokrwienia (lub zawału) w tylnej części mostu. Najczęstszą przyczyną jest więc POCI – ognisko lub zawał mózgu w obszarze unaczynienia tylnego, tzn. kręgowo-podstawnego. Zespół po raz pierwszy opisany przez francuskiego lekarza Achille-Louis-François Foville'a w 1859.